# 霍利基 (烏克蘭)
50°13′17″N 26°53′28″E / 50.22139°N 26.89111°E
霍利基（羅馬化：Holyky）是烏克蘭西部的村莊，隸屬赫梅利尼茨基州的舍佩蒂夫卡區。該村始建於1884年，面積1.3平方公里，海拔高度219米，2001年人口448，人口密度每平方公里344.6人。